# Friedrich Siebenrock
Friedrich Siebenrock (Schörfling am Attersee, 20 gennaio 1853 – Schörfling am Attersee, 28 gennaio 1925) è stato uno zoologo austriaco.

## Biografia
Dopo aver effettuato gli studi a Innsbruck e a Vienna, lavorò per molti anni presso l'istituto di zoologia dell'università di Vienna sotto la direzione di Carl Bernhard Brühl (1820-1899).
A partire dal gennaio 1886, lavorò come volontario al Museo di storia naturale di Vienna. Nel dicembre dello stesso anno, divenne assistente di Franz Steindachner (1834-1919). Nel 1895, divenne conservatore delle collezioni di vertebrati inferiori. Nel 1895 e nel 1897, accompagnò Steindachner durante la prima e la seconda spedizione austriaca nel mar Rosso.
Nel 1919, essendo stato esentato dal servizio militare per miopia, Siebenrock rimpiazzò Steindachner come conservatore del dipartimento di erpetologia, assieme a Viktor Pietschmann (1881-1956) e a Otto von Wettstein Ritter von Westersheim (1892-1967). Nel 1920, quest'ultimo diventerà unico titolare della carica dopo il ritiro di Siebenrock, che morirà in povertà qualche anno dopo.
Esperto soprattutto di tartarughe, Siebenrock costituì una collezione di anatomia comparata formata da scheletri di rettili e di anfibi unica al mondo. Studiò inoltre le collezioni messe insieme da Viktor Pietschmann in Mesopotamia e nel Kurdistan, da Alfred Voeltzkow (1860-1947) nell'Africa orientale e da Rudolf Grauer (1870-1927) nel Congo belga.